# Iaiđucu
Iaiđucu (jap.: 居合術; Iaijutsu), je borbena tehnika brzog poteza izvlačenja mača. Ova vještina japanskog mača, katane, jedna je od japanski disciplina kobudo borilačkih vještina u obrazovanju klasičnog ratnika (bushi).

## Odlike vještine
Iaiđucu je borilačka vještina brzog poteza mačem. Nije nužno agresivna umjetnost, jer je iaiđucu također vještina usmjerena na kontranapad. Iaiđucu tehnika može se koristiti agresivno za vođenje namjenskog napada kao iznenađenje neprijatelju koji ne sumnja. Formulacija iaiđucua kao sastavnog sustava klasičnog buđucua napravljena je manje za dinamične situacije na bojnom polju, nego za relativno statičke primjene svakodnevnog života ratnika izvan polja borbe. 

## Vanjske povezice
- What Does Iaido & Iaijutsu Mean?